# سام توماس
سام توماس هو ناشط فيتنامي، ولد في 8 يناير 1989.